# Royal National Mòd

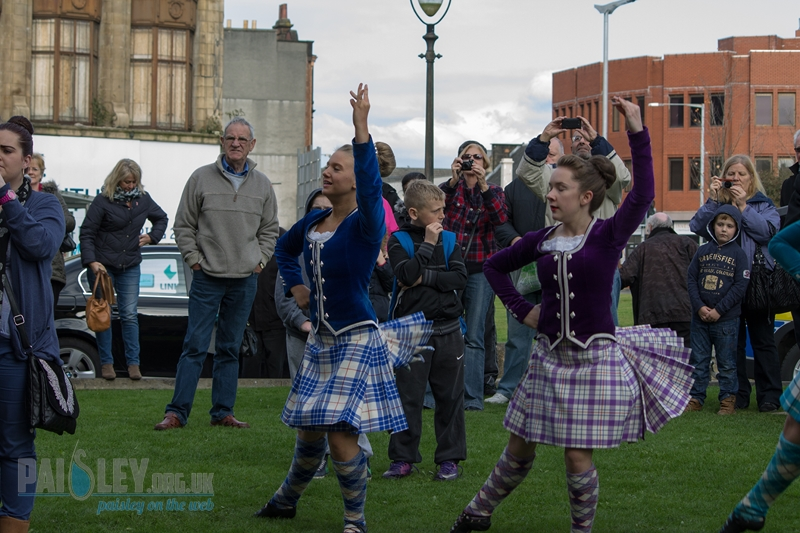
Tänzerinnen auf dem Royal National Mòd vom 11.–19. Oktober 2013 in Paisley

Das Royal National Mòd (gälisch Am Mòd Nàiseanta Rìoghail) ist ein durch An Comunn Gàidhealach organisiertes und veranstaltetes Festival zur Förderung der gälischen Sprache, Musik und Kultur. Das Mòd, gälische für „jährliches Treffen“, findet seit 1892 jährlich an verschiedenen Orten Schottlands statt, mit Ausnahme der Jahre des Ersten und Zweiten Weltkriegs. 2019 fand die Veranstaltung in Glasgow vom 11. bis zum 19. Oktober statt.
Das Mòd ist ein Wettstreit in verschiedenen Disziplinen, darunter gälisches Musik- und Liedgut, Highland-Tanz, Instrumentalmusik, Drama, Sport und Literatur. Neben dem National Mòd werden noch verschiedene lokale Mòds veranstaltet, die aber nicht die Bedeutung des Royal National Mòd erreichen.
1992 wurde das Mòd durch eine Royal Charter bestätigt. Die Patronin des Festivals ist Königin Elisabeth II.

## Veranstaltungsorte
Der südlichste Veranstaltungsort ist Ayr, der östlichste Aberdeen und der nördlichste Thurso. Einige Orte wurden häufiger gewählt als andere, weil große Hallen und ausreichend Unterkünfte bevorzugt werden.
Trotz eines beträchtlichen gälisch-sprechenden Bevölkerungsanteils wurden einige Regionen Schottlands nie besucht, beispielsweise Arran, Islay, Dumfries and Galloway, Fife, Angus, der größte Teil des schottischen Nordostens, Loch Lomond etc.
Austragungsorte des Mòd waren:
- Aberdeen – 1946, 1955, 1964, 1976
- Airdrie – 1993
- Aviemore – 1969
- Ayr – 1973
- Blairgowrie – 1996
- Dingwall – 1905, 1931, 1991
- Dundee – 1902, 1913, 1937, 1959, 1974
- Dunoon – 1930, 1950, 1968, 1994, 2000, 2006, 2012, 2018
- East Kilbride – 1975
- Edinburgh – 1899, 1910, 1919, 1928, 1935, 1951, 1960, 1986
- Falkirk – 2008
- Fort William – 1922, 1927, 1932, 1981, 1985, 1999
- Glasgow – 1895, 1901, 1907, 1911, 1921, 1933, 1938, 1948, 1958, 1967, 1988, 1990, 2019
- Golspie – 1977, 1995
- Greenock – 1904, 1925
- Inverness – 1897, 1903, 1912, 1923, 1936, 1949, 1957, 1966, 1972, 1984, 1997, 2014
- Largs – 1956, 1965, 2002
- Lochaber – 2007, 2017
- Motherwell – 1983
- Oban – 1892, 1893, 1894, 1898, 1906, 1920, 1926, 1934, 1953, 1962, 1970, 1978, 1992, 2003, 2009, 2015
- Paisley – 2013
- Perth – 1896, 1900, 1924, 1929, 1947, 1954, 1963, 1980, 2004
- Rothesay – 1908, 1952
- Skye – 1982
- Skye and Lochalsh – 1998
- Stirling – 1909, 1961, 1971, 1987
- Stornoway – 1979, 1989, 2001
- Thurso – 2010
- Western Isles – 2005, 2011, 2016

Geplante Veranstaltungsorte:
- 2020 – Inverness (ausgefallen, wg. Corona-Krise)
- 2021 – Inveness (ursprünglich war Perth geplant)
- 2022 – Paisley[4]
- 2023 – Oban